# Lamponina isa
Lamponina isa is een spinnensoort uit de familie Lamponidae. De soort komt voor in het Noordelijk Territorium en Queensland.